# MD.45
MD.45 var ett musikaliskt sidoprojekt bestående av Megadeths gitarrist och frontman Dave Mustaine, Fears gitarrist och sångare Lee Ving, basisten Kelly LeMieux och Suicidal Tendencies' före detta medlem Jimmy DeGrasso som trummis. Gruppen släppte ett album, The Craving, 1996. Dave Mustaine hade vid den tiden tröttnat på Megadeth och ville skapa ett annorlunda, mera punkigt album. Albumet nådde inga framgångar och bandet betraktas som ett obskyrt sidoprojekt som övergavs snabbt. Jimmy DeGrasso fick dock som en följd anställning som Megadeths trummis år 1998, då Nick Menza sparkats.